# Ульрих Вюртембергский (1877—1944)
Ульрих Мария Людвиг Филипп Иосиф Вюртембергский (нем. Ulrich  Maria Ludwig Philipp Joseph von Württemberg; 13 июня 1877, Гмунден — 13 июня 1944, Альтсхаузен) — герцог Вюртембергский, представитель католической линии Вюртембергского дома, немецкий офицер.

## Биография
Герцог Ульрих — пятый ребёнок герцога Филиппа Вюртембергского и его супруги Марии Терезы Австрийской. Старший брат Ульриха Альбрехт был наследником престола в Вюртемберге. Окончив школу, Ульрих поступил на службу в вюртембергскую армию и получил военное образование в Штутгарте и Людвигсбурге. В 1903 году получил звание ротмистра, в 1908 году стал майором, в 1911 году — подполковником и в 1913 году — полковником. В 1910—1914 годах герцог Ульрих командовал уланским полком имени короля Вильгельма I. В Первую мировую войну Ульрих Вюртембергский командовал 27-й и затем 16-й кавалерийской бригадой. В 1917 году в звании генерал-майора командовал 26-й дивизией.
Ульрих Вюртембергский никогда не женился. Состоял в различных общественных объединениях, в том числе в Вюртембергском военном союзе, в Германском колониальном обществе.